# ليو جونستون
ليو جونستون (بالإنجليزية: Lew Johnstone)‏ هو نقابي وسياسي أسترالي، ولد في 5 أبريل 1916، وتوفي في 11 مايو 1983. حزبياً، نشط في حزب العمال الأسترالي. وقد انتخب عضو الجمعية التشريعية نيو ساوث ويلز.